# 马蹄犁头尖
马蹄犁头尖（学名：Typhonium trilobatum）为天南星科犁头尖属的植物。分布于缅甸、越南、新加坡、柬埔寨、老挝、印度尼西亚、泰国、孟加拉、斯里兰卡、马来西亚以及中国大陆的云南、广东、广西等地，生长于海拔650米的地区，常生长在灌丛、草地、热带芭蕉林、荒地及路旁，目前尚未由人工引种栽培。

## 别名
马蹄跌打（云南景洪）、小黑牛（云南莲山）、山半夏（云南西双版纳）